# ISO 3166-2:DO
ISO 3166-2:DO é o subconjunto de códigos definidos em ISO 3166-2, parte do padrão ISO 3166 publicado pela Organização Internacional para Padronização (ISO), para os nomes das principais subdivisões da República Dominicana.
Atualmente os códigos cobrem 1 distrito e 31 províncias. Cada código é composto de duas partes, separadas por um hífen. A primeira parte é DO, o código ISO 3166-1 alfa-2 da República Dominicana, e a segunda parte é um subcódigo de dois dígitos (01 para o distrito, 02-32 de províncias). A atribuição de subcódigos baseia-se no seguinte:
- 02–27: províncias criadas antes de 1982, em ordem alfabética
- 28–29: províncias criadas em 1982
- 30: província criada em 1984
- 31–32: províncias criadas em 2001 e 2002

## Códigos atuais
Códigos ISO 3166 e nomes de subdivisão são listados como na norma oficial, publicada pela Maintenance Agency (ISO 3166/MA). As colunas podem ser classificadas clicando nos respectivos botões.
| Código | Nome da Subdivisão                | Categoria da Subdivisão |
| ------ | --------------------------------- | ----------------------- |
| DO-01  | Distrito Nacional (Santo Domingo) | distrito                |
| DO-02  | Azua                              | província               |
| DO-03  | Bahoruco                          | província               |
| DO-04  | Barahona                          | província               |
| DO-05  | Dajabón                           | província               |
| DO-06  | Duarte                            | província               |
| DO-08  | El Seybo [El Seibo]               | província               |
| DO-09  | Espaillat                         | província               |
| DO-30  | Hato Mayor                        | província               |
| DO-10  | Independencia                     | província               |
| DO-11  | La Altagracia                     | província               |
| DO-07  | La Estrelleta [Elías Piña]        | província               |
| DO-12  | La Romana                         | província               |
| DO-13  | La Vega                           | província               |
| DO-14  | María Trinidad Sánchez            | província               |
| DO-28  | Monseñor Nouel                    | província               |
| DO-15  | Monte Cristi                      | província               |
| DO-29  | Monte Plata                       | província               |
| DO-16  | Pedernales                        | província               |
| DO-17  | Peravia                           | província               |
| DO-18  | Puerto Plata                      | província               |
| DO-19  | Salcedo                           | província               |
| DO-20  | Samaná                            | province                |
| DO-21  | San Cristóbal                     | província               |
| DO-31  | San José de Ocoa                  | província               |
| DO-22  | San Juan                          | província               |
| DO-23  | San Pedro de Macorís              | província               |
| DO-24  | Sánchez Ramírez                   | província               |
| DO-25  | Santiago                          | província               |
| DO-26  | Santiago Rodríguez                | província               |
| DO-32  | Santo Domingo                     | província               |
| DO-27  | Valverde                          | província               |

1. ↑  Nome foi mudado para Hermanas Mirabal.
2. 1 2  Os códigos de San José de Ocoa e Santo Domingo foram adicionados na 2ª edição da norma ISO 3166-2 (ver a seção Mudanças: Segunda edição). Os nomes listados aqui são os seus nomes nativos, e não necessariamente os nomes oficiais utilizados no padrão.

## Mudanças
As seguintes alterações à norma ISO 3166-2: têm sido feitas e anunciadas em boletins pela ISO 3166/MA desde a primeira publicação da norma ISO 3166-2, em 1998:
| Boletim   | Data da publicação | Descrição da mudança no boletim |
| --------- | ------------------ | --- |
| I-1       | 2000-06-21         | Introdução de novo código de subdivisão, elementos extraídos do Código de Estatísticas Dominicana. Correção da ordenação alfabética dos nomes de subdivisão. Além de 1 de forma alternativa do nome |
| 2ª edição | 2007-12-13         | Esta mudança foi feita na 2ª edição do ISO 3166-2, e não foi anunciada em nenhumboletim. |

### Boletim I-1
- Mudança de código: todos 30 distritos e províncias. Anteriormente duas letras subcódigos foram usados para todos os distritos e as províncias (o código DO-EP foi erroneamente atribuída a duas diferentes províncias):

| Antes | Depois | Nome da Subdivisão                |
| ----- | ------ | --------------------------------- |
| DO-DN | DO-01  | Distrito Nacional (Santo Domingo) |
| DO-AZ | DO-02  | Azua                              |
| DO-BR | DO-03  | Bahoruco                          |
| DO-BH | DO-04  | Barahona                          |
| DO-DA | DO-05  | Dajabón                           |
| DO-DU | DO-06  | Duarte                            |
| DO-SE | DO-08  | El Seybo [El Seibo]               |
| DO-EP | DO-09  | Espaillat                         |
| DO-HM | DO-30  | Hato Mayor                        |
| DO-IN | DO-10  | Independencia                     |
| DO-AL | DO-11  | La Altagracia                     |
| DO-EP | DO-07  | La Estrelleta [Elías Piña]        |
| DO-RO | DO-12  | La Romana                         |
| DO-VE | DO-13  | La Vega                           |
| DO-MT | DO-14  | María Trinidad Sánchez            |
| DO-MN | DO-28  | Monseñor Nouel                    |
| DO-MC | DO-15  | Monte Cristi                      |
| DO-MP | DO-29  | Monte Plata                       |
| DO-PN | DO-16  | Pedernales                        |
| DO-PR | DO-17  | Peravia                           |
| DO-PP | DO-18  | Puerto Plata                      |
| DO-SC | DO-19  | Salcedo                           |
| DO-SM | DO-20  | Samaná                            |
| DO-CR | DO-21  | San Cristóbal                     |
| DO-JU | DO-22  | San Juan                          |
| DO-PM | DO-23  | San Pedro de Macorís              |
| DO-SZ | DO-24  | Sánchez Ramírez                   |
| DO-ST | DO-25  | Santiago                          |
| DO-SR | DO-26  | Santiago Rodríguez                |
| DO-VA | DO-27  | Valverde                          |

- Resorting of subdivision names
- Spelling correction: El Seibo → El Seybo
- Addition of alternative names

### Segunda edição
- Código adicionado: San José de Ocoa (DO-31); Santo Domingo (DO-32)